# CANS
CANS staat voor complaints of arm, neck and/or shoulder – klachten aan arm nek en/of schouder. CANS is een model dat sinds 2004 in Nederland gebruikt wordt en waarin 23 aandoeningen beschreven zijn. Behalve de wat 'duidelijker' te diagnosticeren aandoeningen is hierin een restgroep voorzien: a-specifieke CANS. 
CANS is evenals RSI (repetitive strain injury) geen diagnose op zich, maar is een typering voor werkgerelateerde aandoeningen die behandeling behoeven. Een goede diagnose stellen blijft van belang. Het CANS-model is daarvoor een hulpmiddel.
Hoewel het CANS-model een goede basis biedt voor een eenduidige benadering van het klachtenbeeld, heeft de toepassing en het gebruik van de term CANS in Nederland voor veel verwarring gezorgd. Buiten Nederland bestaat deze term niet en het publiek, de onderzoekssector en veel behandelaars geven aan met het begrip niet goed uit de voeten te kunnen (bron: RSI Patiëntenvereniging). Om die reden wordt het opportuun geacht de term "RSI" te blijven gebruiken, of de internationaal meer gebruikelijke term "musculoskeletal disorders" (MSD's).
- Specifieke CANS:

1. Bicepspees tendinose
2. Bursitiden rond de elleboog
3. Carpaletunnelsyndroom
4. Cervicale hernia
5. Cubitaletunnelsyndroom
6. Ziekte van Dupuytren
7. Epicondylitis lateralis (tenniselleboog)
8. Epicondylitis medialis (golferselleboog)
9. Frozen shoulder
10. Guyon kanaalsyndroom
11. Instabiliteit van de schouder
12. Instabiliteit van de elleboog
13. Scheur in het labrum glenoidale
14. Lokale artritis (geen reuma) in een gewricht van de bovenste extremiteit
15. Oarsman's wrist
16. Radialetunnelsyndroom
17. Raynaud' fenomeen
18. Rotator cuff scheuren
19. Subacromiaal impingementsyndroom (rotator cuff syndroom, tendinosen en bursitiden rond de schouder)
20. Sudeckse dystrofie
21. Suprascapulaire compressie
22. Triggervinger
23. Ziekte van De Quervain